# Gobiodon bilineatus
Gobiodon bilineatus là một loài cá biển thuộc chi Gobiodon trong họ Cá bống trắng. Loài này được mô tả lần đầu tiên vào năm 2013.

## Từ nguyên
Tính từ định danh bilineatus được ghép bởi hai âm tiết trong tiếng Latinh: bi (“hai”) và lineatus (“có sọc”), hàm ý đề cập đến hai sọc xanh óng băng qua mắt của loài cá này.

## Phân bố và môi trường sống
G. bilineatus hiện chỉ được ghi nhận tại Biển Đỏ, được tìm thấy ở độ sâu đến ít nhất là 12 m.
Không rõ liệu quần thể ở Maldives và đảo Đài Loan, tạm gọi là G. cf. bilineatus, có phải là G. bilineatus hay là một loài chị em gần giống của chúng. Các bằng chứng phát sinh chủng loại học cho thấy, hai loài này có quan hệ chị em.

## Mô tả
Chiều dài cơ thể lớn nhất được ghi nhận ở G. bilineatus là 3,5 cm. Cá con có màu xanh lục tươi hoặc đỏ nhạt với 5 sọc dọc màu xanh lam trên đầu. Cá trưởng thành thường có màu đỏ cam hoặc đỏ sẫm, luôn có 2 sọc xanh lam rõ ràng băng qua mắt, đôi khi kéo dài xuống dưới ổ mắt. Vây lưng và vây hậu môn thường có một dải hẹp màu xanh lam nhạt dọc theo gốc, mờ dần khi lớn lên.
G. cf. bilineatus khác với G. bilineatus bởi có chiều dài cơ thể nhỏ hơn và màu sắc sẫm hơn nhiều.
Số gai vây lưng: 7; Số tia vây lưng: 10–11; Số gai vây hậu môn: 1; Số tia vây hậu môn: 8–9; Số gai vây bụng: 1; Số tia vây bụng: 5; Số tia vây ngực: 19–20.